# Бад-Раппенау
Бад-Раппенау (нем. Bad Rappenau) — город в Германии, в федеральной земле Баден-Вюртемберг.
Подчинён административному округу Штутгарт. Входит в состав района Хайльбронн. Население составляет 20 505 человек (на 31 декабря 2010 года). Занимает площадь 73,55 км². Официальный код — 08 1 25 006.
Город подразделяется на 9 городских районов.

## Достопримечательности
- Замок Бад-Раппенау (нач. XVII в.) — символ города, с окружающим парком,
- Городская ратуша (1841 г.),
- Городская евангелическая церковь (1887 г.),
- Необарочная католическая церковь Сердца Христова (1929 г.)
- Комплекс солеварни (XIX в.)

В районе Хайнсхайм (Heinsheim):
- Фахверковые дома в центре (в основном XVIII в.)
- Замок Эренберг (Неккар) (XII в.)
- Замок Хайнсхайм (1 пол. XVIII в.)
- Нагорная церковь св. Хилария (X в.)

## Фотографии

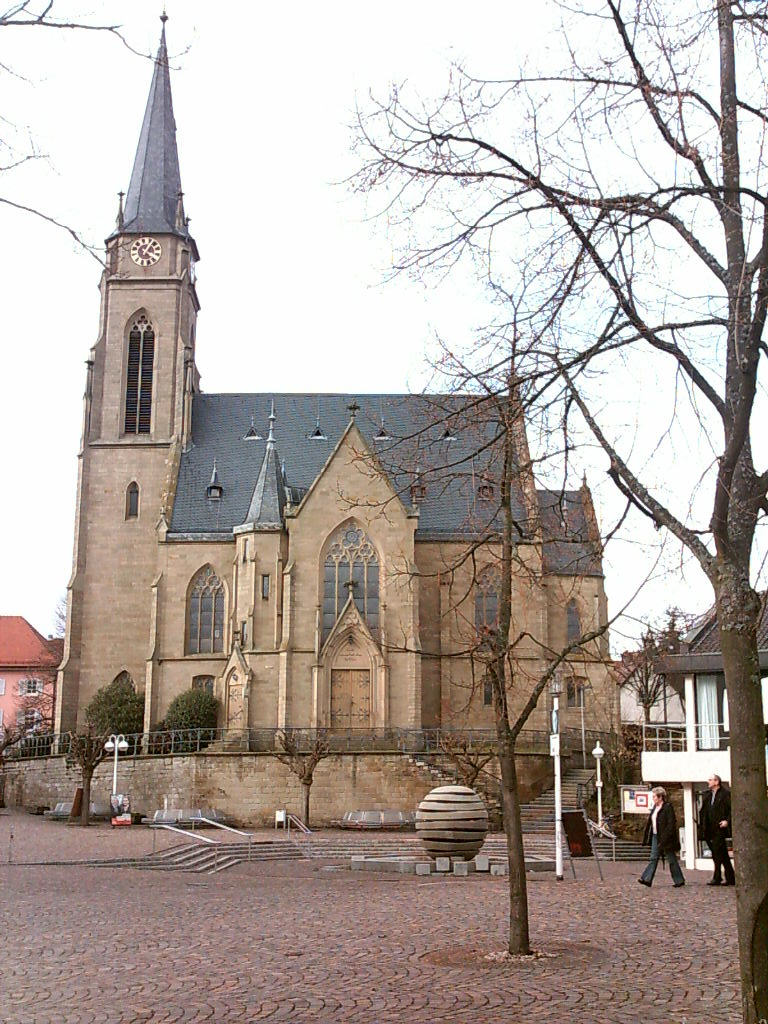
Евангелическая церковь на Рыночной площади
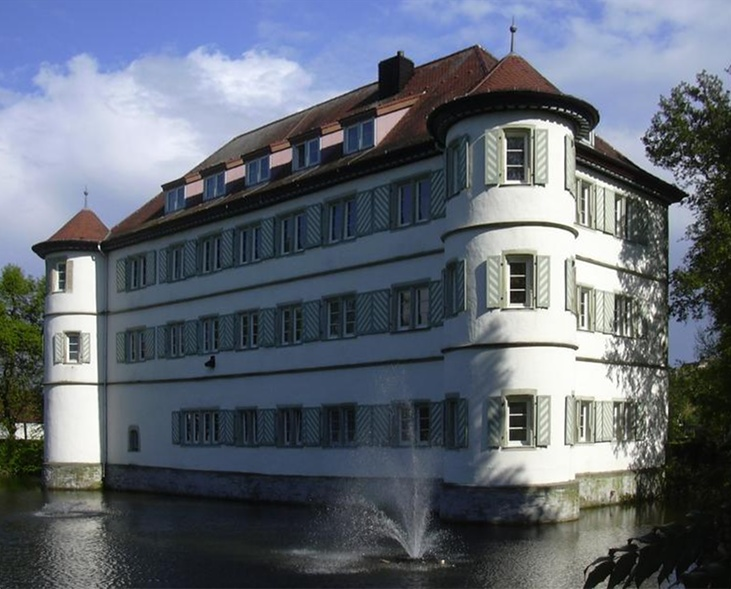
Замок Бад-Раппенау
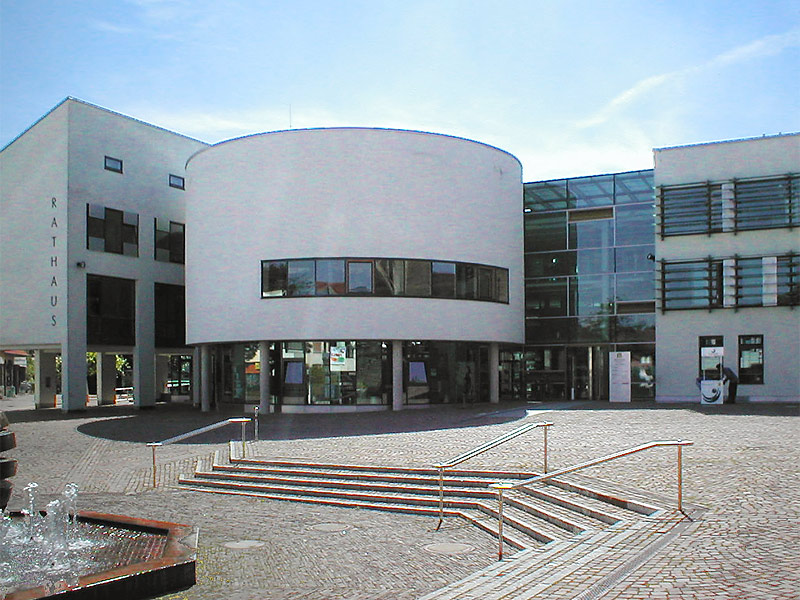
Ратуша
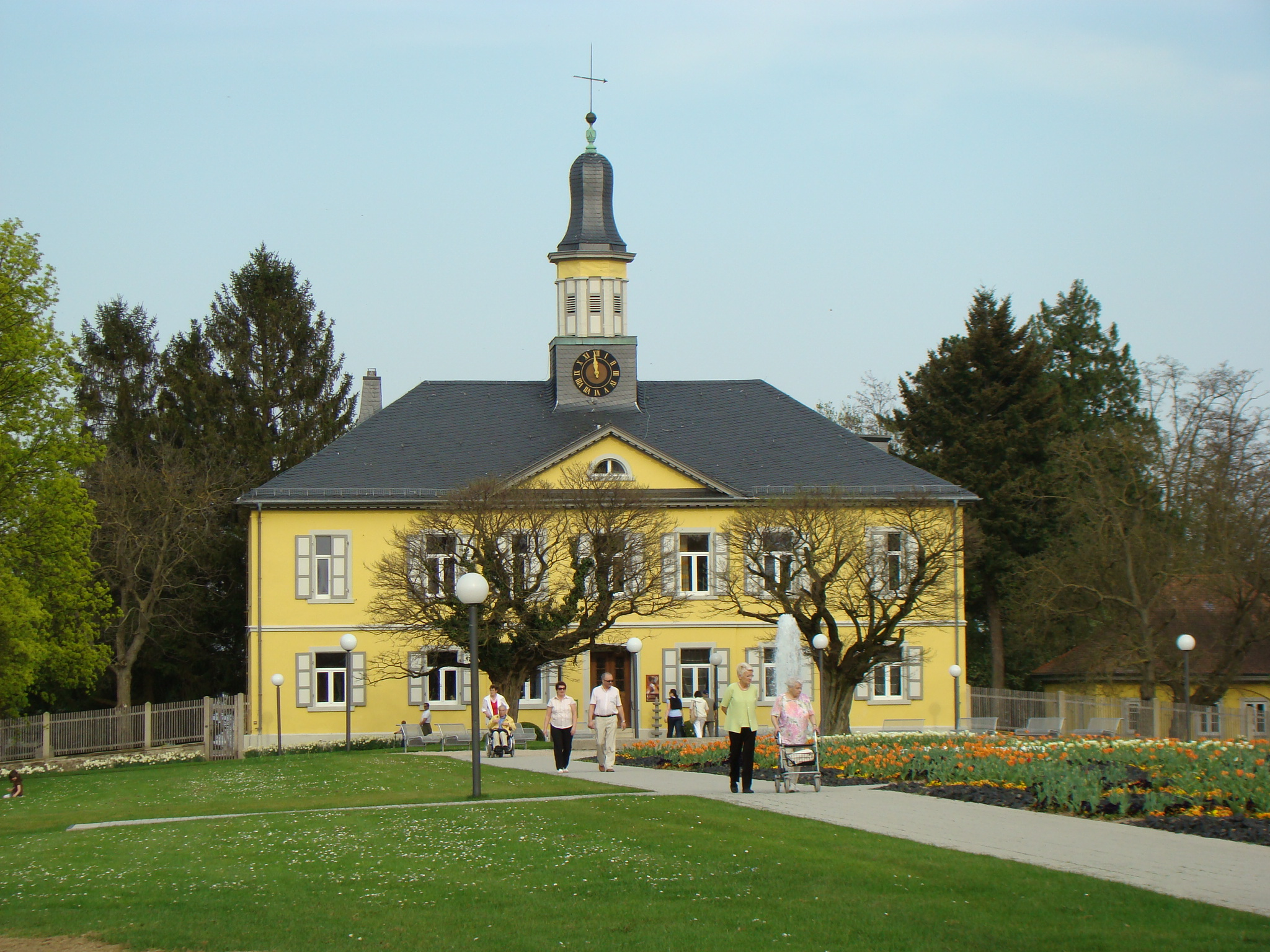
Административное здание солеварни
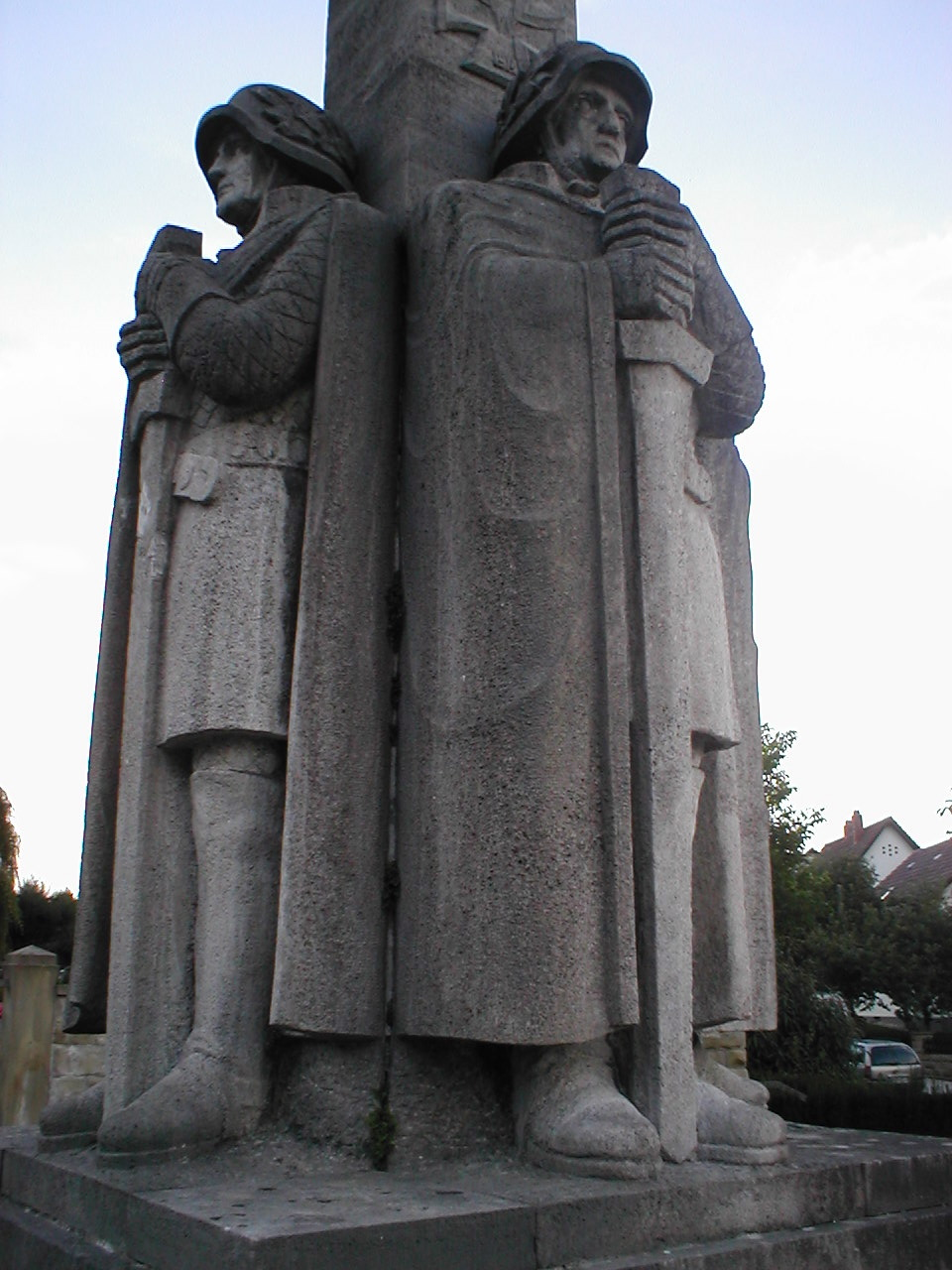
Памятник павшим в Первой мировой войне
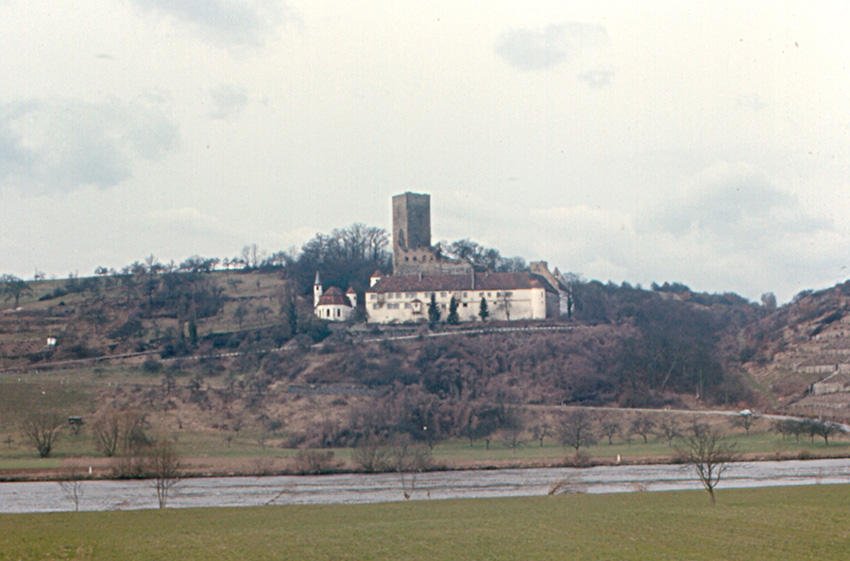
Хайнсхайм. Замок Эренберг на Неккаре